# So n'Antelm
So n'Antelm és una possessió situada al terme de Llucmajor, Mallorca, entre l'autopista Palma-Llucmajor (Ma-19) i el Camí de sa Torre. A finals del segle XX s'hi construí un camp de golf i una zona hotelera.

## Jaciments arqueològics
Hi ha una sèrie de coves d'enterrament. La més antiga és pretalaiòtica, té cambra allargada amb fons absidal, corredor d'accés amb escales i coberta de volta, que forma un arc de mig punt. La cambra presenta doble fossa central, banc funerari i nínxol lateral. La segona cova, talaiòtica, està molt deformada, però conserva encara el doble vestíbul i la cambra. Els adreços funeraris són al Museu Arqueològic de Barcelona.